# Xaver Varnus

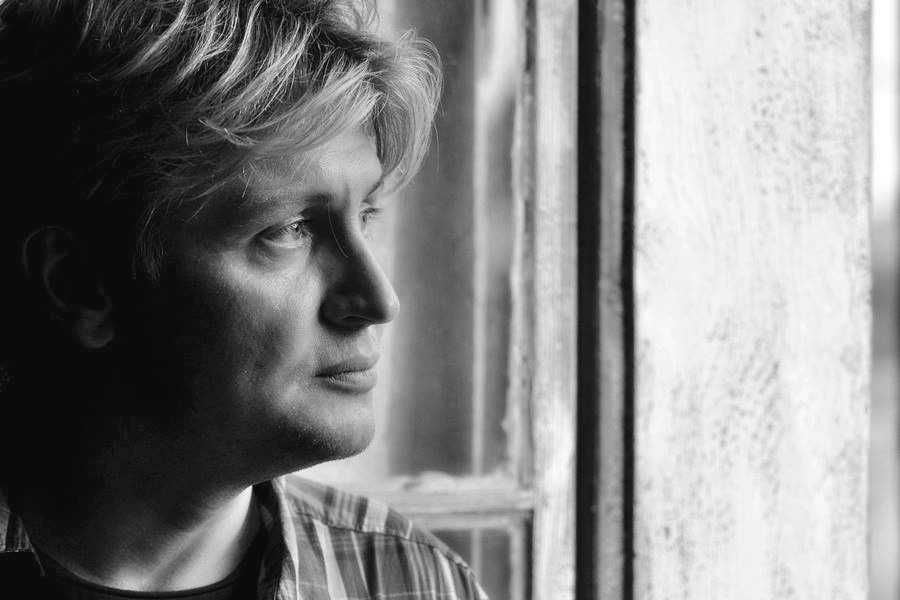

Xaver Varnus (Boedapest, 29 april 1964) is een in Hongarije geboren Canadese organist, improvisator, schrijver en tv-persoonlijkheid.
Varnus speelt niet alleen klassieke werken in een eigen stijl, maar ook improvisaties in (jazz) uitvoeringen met een ensemble of orkest. Hij geeft uitvoeringen niet alleen op pijporgels, maar ook op piano en elektronische theaterorgels. In zijn huis geeft hij regelmatig in zijn orgelzaal optredens voor publiek. Op zijn repertoire staan behalve klassieke werken ook filmmuziek en improvisaties op popmuziek.

## Leven
Varnus werd geboren in Boedapest en was het eerste kind van een moeder, die wiskundige was en een vader die jazzpianist was. Sinds 1984 is hij Canadees staatsburger. Hij is tweemaal gehuwd en heeft twee zoons. De meeste tijd brengt hij door op zijn landgoed in Villa Varnus dat in de buurt ligt van het Balatonmeer.

## Loopbaan
Varnus wist op 6-jarige leeftijd al dat hij pianist of organist wilde worden. Zijn eerste pianoleraar was Emma Németh, een van de laatste leerlingen van Claude Debussy. Op zijn zestiende, ondernam hij zijn eerste concerttournee door Europa. In 1981 verliet Varnus Hongarije om te studeren bij Pierre Cochereau, organist van de Notre Dame de Paris.
Varnus maakte op 5 mei 1985 zijn Noord-Amerikaanse debuut in de Basilica of the National Shrine of the Immaculate Conception in Washington DC. Hij heeft op vele bekende orgels in de wereld gespeeld, waaronder die in de Thomaskirche in Leipzig, de Notre Dame de Paris, Saint-Sulpice in Parijs en Saint-Eustache in Parijs, het conservatorium van Moskou, evenals op het grootste orgel ter wereld, het Wanamaker Grand Court Organ in Philadelphia. In oktober 2005 trad hij op voor 4000 toehoorders in de Kathedraal van Canterbury. 
Om de 25ste verjaardag van zijn concertdebuut te vieren, speelde hij in 2006 een concert op de Cavaillé-Coll orgel in de kerk van Saint-Sulpice in Parijs. In hetzelfde jaar speelde hij het inaugurele concert in een van de grootste concertzalen van Europa, het Müpa Budapest (Művészetek Palotája-Paleis van Kunsten) in Budapest. In 2002 speelde Varnus in de Grote Synagoge van Boedapest voor 7.200 bezoekers. In 2009 vond het gezamenlijke concert plaats van de Franse jazzpianist Jacques Loussier en Xaver Varnus in het Müpa. In juli 2013 speelde Varnus op de openingsavond van het Berlin International Organ Summer Festival op het grote Sauer-orgel van de Berliner Dom . Op 23 augustus 2014 gaf hij op zijn 50ste verjaardag een concert in de Thomaskirche in Leipzig.
Naar de traditie van de Amerikaanse organist Virgil Fox, voegde Varnus een nieuwe dimensie aan zijn concerten toe door het publiek vanaf het podium uitgebreide toelichting op de muziek te geven. Varnus wordt gecrediteerd met het uitvoeren van de muziek van Johann Sebastian Bach voor jongeren in een vernieuwende en spannende stijl, hoewel hij vaak negatieve kritiek kreeg van sommige collega-organisten en muziekcritici die zijn aanpak te flamboyant vonden.
Zijn op de televisie uitgezonden concerten en lezingenreeks begonnen in 1992 bij de Magyar Televízió (Hongaarse Staats Televisie), gevolgd door de buitengewone orgelconcerten voor jongeren in 2002, die meer dan acht seizoenen lang vervolgd werden. Hij zou gezien kunnen worden als de invloedrijkste figuur in de Hongaarse klassieke muziek in het eerste decennium van de eenentwintigste eeuw. Als organist, improvisator, auteur, docent en vaak controversiële media-persoonlijkheid, heeft Xaver Varnus een groot effect op de acceptatie door het in populaire muziek geïnteresseerde publiek en op de waardering van klassieke muziek gehad.
In de loop van zijn korte carrière heeft Xaver Varnus overal ter wereld gespeeld voor meer dan zes miljoen mensen, 51 muziekalbums gemaakt, zestig concertfilms gemaakt en vijf boeken geschreven. Zijn video's zijn meer dan 27 miljoen keer bekeken op YouTube. Zijn in 2007 door Sony BMG vrijgegeven vier Keer Platinum Collection ( "Van Ravel tot Vangelis") is uitgegroeid tot de nummer één best-seller van orgelopnames die tot nu toe zijn uitgebracht.

## Onderscheidingen
Varnus heeft vele onderscheidingen ontvangen, waaronder het Grootkruis van Burgerlijke Verdienste van de Republiek Hongarije, de hoogste eer voor belangrijke figuren in de geschiedenis van dat land.

## Discografie
- Varnus Xaver Recital in Matthias Church in Budapest (lp, Hungaroton, 1990)
- Varnus Plays Bach and Improvise at the Great Organ of the Church of the Holy Spirit in Budapest (lp, Festival Art, 1990)
- Organ Magic: Legendary virtuoso Xaver Varnus plays the baroque organ of Szentgotthárd Abbey (1992, Hungaroton; Bach, Mozart, Albinoni)
- Varnus Plays Bach (1994, Kodály Conservatory Organ, Kecskemét)
- The Art of Improvisation (cd, 1995, CBC)
- Villon Dance Macabre (Aquincum Archive, 1997; with György Faludy)
- The great organ of Matthias Church in Budapest: the legendary 1997 Christmas concert by Xaver Varnus (1998; Léon Boëllmann, Richard Wagner, Charles-Marie Widor, Louis Daquin, Edward Elgar)
- Four legendary organists, four improvisations (Aquincum Archive, 1998; Pierre Cochereau, Jean Guillou, Melinda Kistétényi, Xaver Varnus)
- Winter Garden anno 1900 (2000; Marc-Antoine Charpentier et al.)
- The great masters of Improvisation: György Faludy & Xaver Varnus in concert in the Church of the Holy Spirit in Budapest (dvd, Alexandra Publishing House, 2000)
- Xaver Varnus Plays The Great Organ of the Dohány Street Synagogue in Budapest – The Greatest Organ Recital Ever (Alexandra Publishing House, 2002)
- Xaver Varnus Organ Recital Canterbury Cathedral (2004, dvd, Aquincum Archive Release; Louis-Nicolas Clérambault, César Franck, Johann Sebastian Bach, Dezső Antalffy-Zsiross)
- The legendary organist Xaver Varnus plays Bach at the Kőbánya Presbyterian Church (2005, Aquincum Archive Release, dvd)
- From Ravel to Vangelis (cd, Sony BMG, 2007) – Four Times Platinum Recording.
- My Life is the Organ (Sony BMG, 2007, Portrait-dvd)
- Rain, Midnight, Cathedral and Organ Recorded in the Protestant Great Church of Debrecen (cd, 2008, Transatlantic Artists of Canada)
- From Bach to Star Wars (cd, Sony BMG, 2008)
- Classic and Jazz (cd, Sony Music Entertainment, 2009)
- Xaver Varnus plays Bach and Mozart on the Szentgotthard Abbey Organ (cd, EMI, 2010)
- Two living legends together: Xaver Varnus and Felix Lajko in concert at the Palace of Arts (cd-dvd, Palace of Arts, 2013)

- International Standard Name Identifier: 0000 0000 7908 6177
- Library of Congress Control Number: nb2006005409
- MusicBrainz: d65fc610-407f-40fc-ad3f-bdbd3a98d582
- Virtual International Authority File: 61065764
- WorldCat: E39PBJtcHt3HyWm4JYRrWc3PcP